# Isosaari med Pikkusaari
Isosaari med Pikkusaari är en ö i Finland. Den ligger i Särkiluoma och i kommunen Kuusamo i den ekonomiska regionen  Koillismaa ekonomiska region  och landskapet Norra Österbotten, i den nordöstra delen av landet, 600 km norr om huvudstaden Helsingfors. Öns area är 0,9 hektar och dess största längd är 240 meter i öst-västlig riktning. Pikkusaari är den nordvästra udden.